# Beaujoire
Ne doit pas être confondu avec Stade de la Beaujoire, Parc des expositions de la Beaujoire ou Parc floral de la Beaujoire.
La Beaujoire est un quartier situé au nord-est de Nantes. Associé au quartier de la Halvêque, il forme l'un des micro-quartiers faisant partie d'un ensemble administratif plus vaste le quartier Nantes Erdre.

## Toponymie
Le nom de « Beaujoire » vient du terme « bauge » qui désigne notamment la tanière du sanglier, et qui, par extension, qualifiait autrefois les terres boueuses et les prés marécageux.

## Localisation
Le quartier est situé en bordure nord du périphérique, entre la rive gauche de l'Erdre à l'ouest, la route de Paris à l'est.

## Histoire
Jusqu'au du début du XXe siècle, l'endroit était essentiellement voué à une activité agricole  et ne commença à s'urbaniser que lors de l'implantation des deux cités ouvrières de « La Baratte » et de « La Halvèque », destinées à loger en partie les ouvriers travaillant dans l'usine Batignolles-Châtillon, créée en 1917 à l'extrémité de l'actuel boulevard Jules-Verne. Avec celle du « Ranzay », ces trois cités étaient constituées de maisons en bois chacune dotée d'un jardin. Elles furent construites par les Établissements Bessonneau, d'où le nom de « cités Bessonneau » qui leur fut attribué (on peut voir une reconstitution d'une habitation type au no 31 boulevard des Batignolles 47° 15′ 16″ N, 1° 31′ 37″ O). Les « cités Bessonneau » possédaient un certain nombre de services, notamment un dispensaire, une école primaire et une église (Saint-Georges des Batignolles), ainsi que des terrains de sport et un cinéma (au « Ranzay »).
De 1941 à 1943, le champ de tir du Bêle est le lieu d'exécution d'otages et résistants nantais par la Wehrmacht.
Dans les années 1960, la chambre de commerce et d'industrie de Nantes décide d'implanter entre les rives de l'Erdre et la route de Saint-Joseph, immédiatement en amont du pont de la Jonelière, le parc des expositions de la Beaujoire, qui sera complété en 1971 par le parc floral inauguré à l'occasion des 3e Floralies internationales.
Dans le même temps, les « cités Bessonneau » sont démolies pour laisser la place à des ensembles HLM, à l'exception de la Baratte qui sera laissée à l'abandon dès 1974, au moment où la construction du premier tronçon de boulevard périphérique débutait dans la partie est de l'agglomération nantaise.
En janvier 1977, le manoir de Clermont situé au no 249, racheté par la ville de Nantes quelques années auparavant, devient la mairie annexe du quartier.
La dernière « cité Bessonneau », celle de la Baratte, laisse la place au stade de la Beaujoire inauguré pour le Championnat d'Europe de football 1984.
Le quartier bénéficie l'année suivante de la mise en service de la ligne 1 du tramway avec la station Haluchère comme terminus. Celle-ci sera prolongée jusqu'à la station Beaujoire en 1990, qui constitue toujours depuis l'un des deux terminus est de la ligne avec la station Ranzay inaugurée en 2012, amorce d'une future interconnexion entre les lignes 1 et 2 (ces deux stations étant distantes d'environ 500 mètres l'une de l'autre).
En 1995, une nouvelle église Saint-Georges des Batignolles, bâtie à proximité du stade, est consacrée au culte. Puis l'église orthodoxe Saint-Basile-de-Césarée-et-Saint-Alexis-d'Ugine qui lui est voisine, est inaugurée à son tour en 2005.
En 2012 et 2013, la mise en service des lignes de Chronobus C1 et C6 améliore la desserte du quartier.
En 2014, la gare de Haluchère-Batignolles inaugurée deux ans auparavant et qui remplaçait la station Haluchère, est desservie par les trams-trains de la ligne de Nantes-Orléans à Châteaubriant.